# زانیار مرادی
زانیار مرادی (زاده ۱۳۶۶ – درگذشته ۱۷ شهریور ۱۳۹۷) زندانی سیاسی کرد اهل مریوان بود که در سال ۱۳۸۸ به همراه پسر عمویش لقمان مرادی بازداشت و در تاریخ ۱۷ شهریور ۱۳۹۷ هر دو زندانی به اتهام ترور فرزند امام جمعه مریوان اعدام شدند. این دو پس از صدور حکم اعدام در نامه‌ای نوشتند که زیر شکنجه مجبور به اعتراف شده و هیچ نقشی در این ترور نداشته‌اند.
۱۹ شهریور ۱۳۹۹ سازمان عفو بین‌الملل پنهانکاری حکومت جمهوری اسلامی در مورد محل دفن زندانیان سیاسی اعدام شده از جمله رامین حسین پناهی، زانیار مرادی، و لقمان مرادی را محکوم کرد.

## نامه زانیار به عاصمه جهانگیر
زانیار در نامه ای خطاب به عاصمه جهانگیر گزارشگر ویژه حقوق بشر در ایران در تاریخ ۲۴ آبان ۹۵ نوشت که به همراه لقمان مرادی مورد شکنجه و تهدیدهای جنسی قرار گرفته‌است و بنا به اعتراف قاضی دادگاه، پرونده ناقص بوده و فاقد شواهد کافی بوده‌است.

## قتل پدر وی
اقبال مرادی پدر زانیار مرادی بود که در (۲۶ تیر ۱۳۹۷ / ۱۷ ژوئیه ۲۰۱۸) در اطراف رودخانه پنجوین از شهرهای مرزی استان سلیمانیه و هم‌مرز با مریوان به قتل رسید. بنا به بیانیه جمعیت حقوق بشر کردستان، اقبال مرادی از کادرهای رهبری این جمعیت بوده‌است. وی پیش از به قتل رسیدن، اتهام‌ها علیه پسر و برادرزاده خود را رد کرده بود و گفته بود که: «پسر ۲۰ ساله او تنها به تحصیل می‌پرداخت…»

## واکنش‌ها
- سازمان عفو بین‌الملل روز هفتم سپتامبر ۲۰۱۸ / ۱۶ شهریور با صدور بیانیه‌ای از مقامات ایران خواست که روند اعدام این دو زندانی کرد را فوراً متوقف کنند و اظهار داشت که روند محاکمه او و لقمان مرادی ناعادلانه بوده و زیر شکنجه اعتراف کرده‌اند.[۱۳]
- کمیسر عالی حقوق بشر سازمان ملل میچل باشله روز ۱۹ شهریور نسبت به اعدام این سه زندانی ابراز تاسف کرد و گفت که “این اعدام‌ها علیرغم آن اجرا شدند که گزارشگران ویژه از عدم دادرسی عادلانه و شکنجه این افراد گفته بودند.[۱۴]
- فیلیپ لوتر، مدیر تحقیقات بخش خاورمیانه و آفریقای شمالی عفو بین‌الملل این اعدام را محکوم کرد. وی در بیانیه‌ای «اجرای حکم این زندانی علیرغم محکومت گسترده کارشناسان سازمان ملل را وحشت آور خواند.»[۱۵]
- گزارشگر ویژه حقوق بشر در ایران، جاوید رحمان در جلسه کمیته سوم مجمع عمومی روز ۲۴ اکتبر ۲۰۱۸ ضمن ارائه گزارشی از وضعیت حقوق بشر در ایران به اعدام سه زندانی کرد، رامین حسین پناهی، زانیار و لقمان مرادی اشاره کرد.[۱۶]
- روز چهارشنبه ۱۹ شهریور ۱۳۹۹ عفو بین‌الملل با انتشار بیانیه‌ای پنهانکاری حکومت جمهوری اسلامی در مورد محل دفن زندانیان سیاسی اعدام شده، از جمله رامین حسین پناهی، زانیار مرادی، و لقمان مرادی را محکوم و آن را مصداق نقض میثاق‌های بین‌المللی حقوق مدنی و سیاسی دانست و از مقامات جمهوری اسلامی خواست «به پنهانکاری و تحمیل رنج و درد به خانواده‌های اعدام شدگان پایان دهند.»[۵]